# Alice Dixon Le Plongeon
Alice Dixon Le Plongeon (1851 – 1910) fue una fotógrafa, arqueóloga amateur, viajera y autora, británica. Junto a su marido, Augustus Le Plongeon, vivió y trabajó durante once años en la península de Yucatán y en Mesoamérica, fotografiando y haciendo estudios sobre los yacimientos arqueológicos precolombinos mayas en una época en que el origen y la historia de dicha cultura era aún oscura y poco conocida.

## Datos históricos
Con su esposo, coadyuvó en la tarea de los primeros fotógrafos en sitios como Chichén Itzá y Uxmal. La pareja desarrolló algunas teorías especulativas y fantasiosas respecto del origen de los mayas y su influencia en la evolución de la civilización, entre otras, que los mayas habrían estado en el origen de la civilización egipcia. Estas ideas que actualmente están totalmente desacreditadas, tuvieron una cierta aceptación cuando fueron enunciadas por el matrimonio Le Plongeon y contribuyeron al surgimiento de una corriente de pensamiento de carácter esotérico que hoy se denomina mayanismo. Le Plongeon y su esposa Alice creían que los antiguos mayas habían estado en Mu, el continente perdido, en la Atlántida, entre los egipcios y que Jesús de Nazaret hablaba el idioma maya y había sido influenciado por ellos.
A pesar de que sus ideas y las de su marido contienen nociones de carácter excéntrico rechazadas por el conocimiento científico, los esposos Le Plongeon constituyen, hasta la fecha, una fuente inapreciable de material fotográfico sobre las ruinas arqueológicas y los glifos de la escritura maya, antes de que muchos de estos fueran dañados por la erosión y los saqueadores. Gracias a esto se les considera mayistas (no confundir con mayanista).
La señora de Le Plongeon se interesó en el espiritualismo, en la masonería, y en el movimiento rosacruciano. Se mostró también muy activa en la Sociedad Teosófica y fue amiga de  Annie Besant.  Su escrito sobre la Reina Moo y su Talismán, una descripción imaginativa y romántica de la realeza maya, en la que participan la reina Moo y el príncipe Coh (Ko), encarnación del Chac Mool (escultura maya que los esposos encontraron en Chichén Itzá y que ellos mismos bautizaron).  Su título (por lo del Talismán) se refiere a un collar de jade que los esposos también encontraron entre las ruinas de la ciudad maya y que la propia Alice usaba.  
Su poema épico Un sueño de Atlantis (A Dream of Atlantis) (1909-11) fue publicado en la revista  The Word Magazine, especializada en asuntos  teosóficos.  Alice también fue cercana a James Churchward, quien escribió extensamente sobre Mu (continente perdido) y la Lemuria.

## Libro publicado
- (en inglés) Queen Moo's Talisman; the Fall of the Maya Empire (Reproducción del libro digitalizado en línea). New York: Peter Eckler. 1902.